# BMW X4 M
BMW X4 M는 독일의 자동차 회사인 BMW가 생산/판매하는 고성능 중형 SUV이다.